# Cesáreo María Sáenz
Cesáreo María Saénz y de la Barrera (Cádiz, 15 de febrero de 1788-¿?, después de 1843) fue un comerciante y político español.

## Biografía
Durante el Trienio Liberal, fue nombrado regidor del Ayuntamiento de Madrid en 1822. Fue secretario de la Real Compañía de Filipinas y su presidente interino.
En 1828, junto con Bruno Vallarino, Antonio Porcel Román y Ramón López-Pelegrín formó parte de la comisión encargada de preparar el Código de Comercio que sería promulgado el año siguiente. En ese año de 1829, tras haber realizado sus pruebas de nobleza, fue recibido como caballero supernumerario de la Orden de Carlos III. Desde 1831 hasta 1834, y después desde 1835 hasta 1845, fue miembro de la Junta Ordinaria de Aranceles.

Tras la muerte de Fernando VII se alineó con el liberalismo moderado. Fue cercano a Mendizábal.En el lustro de 1835 tuvo un papel destacado en la reforma arancelaria que llevaría a una mayor liberalización. Este proyecto sería aprobado finalmente en 1841. Sobre las dudas del Gobierno en la materia, Cesáreo María, siendo entonces diputado, llegó a interpelar a Fernández Gamboa, ministro de Hacienda del primer gobierno de la Regencia de Espartero:
¿A quién más recurrirá para que los vea, después de haber consultado a una junta de cuarenta para que los vea, a otra de cuatro que los formó, a otra de tres, a otra de cuarenta y cuatro que los revisó, a otra de cuarenta que también los ha revisado o está revisando? ¿Dónde irá pues el gobierno a buscar informes sobre esta materia?
En 1836 obtuvo su jubilación como Intendente de Indias. Sería elegido diputado por la provincia de Granada en julio de 1839 y febrero de 1841.
Asimismo, sería elegido senador por la misma provincia de Granada en 1843, no llegando a jurar su cargo.

## Matrimonio y descendencia

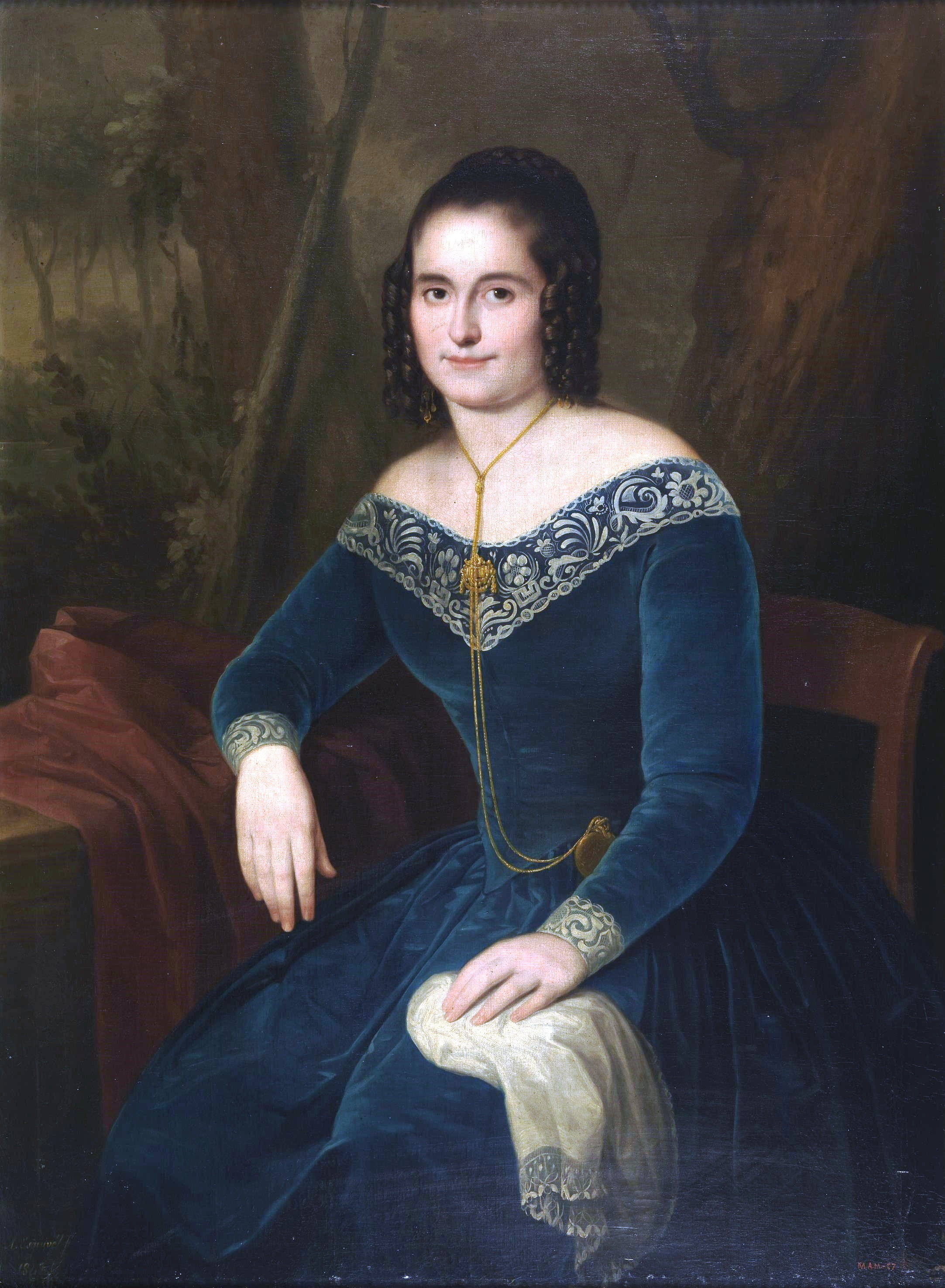
Amparo Romero, esposa de Cesáreo María, retratada por Antonio María Esquivel en 1842.

Contrajo matrimonio con Amparo Romero, teniendo al menos las siguientes hijas: Elvira y Clotilde.

## Iconografía
Fue retratado por Antonio María Esquivel en 1842. Este retrato hace pareja con el de su esposa, Amparo Romero. Ambos retratos se conservan en el Museo del Prado.

## Órdenes
- Caballero supernumerario de la Orden de Carlos III. (Reino de España, 1829)[8]

- Comendador de la Orden de Leopoldo. (Reino de Bélgica).